# Schwarzgeld
Schwarzgeld ist ein rechtswidrig erlangter Vermögensvorteil. Häufig entsteht dieser Vorteil durch rechtswidrige Taten oder, indem legal erworbenes Vermögen nicht gegenüber öffentlichen Stellen angezeigt wird, um zumeist der Besteuerung zu entgehen.

## Allgemeines
Der Wortteil „schwarz“ konnotiert mit dem Heimlichen, Unerlaubten, im Schutze der Dunkelheit Ausgeführten. Schwarzgeld gehört zur Schattenwirtschaft, wobei „Geld“ sowohl Bargeld als auch Buchgeld sein kann. Bargeld eignet sich am besten für Schwarzgeld, weil Zahlungspflichtiger und Zahlungsempfänger bei der Übergabe des Bargelds anonym bleiben. Gründe für die erwünschte Anonymität sind von Strafverfolgungsbehörden zunächst durch Anonymität unerkannt bleibende Straftäter und deren Straftaten, Verstöße gegen gesetzliche Verbote, Steuerhinterziehung der Kapitalerträge oder Wertsteigerungen oder sonstige rechtswidrige Rechtshandlungen. Beim Buchgeld als Schwarzgeld sind Zahlungspflichtige und Zahlungsempfänger bei den Kreditinstituten zwar registriert; es müssen deshalb zur Verschleierung Briefkastengesellschaften, Identitätsdiebstahl, Schattenbanken oder Strohmänner eingesetzt werden, oftmals in wenig regulierten Niedrigsteuerländern und Steueroasen.
Auch rechtmäßig erzielte Einkommen werden zu Schwarzgeld, wenn sie vorsätzlich der Besteuerung entzogen werden. Der Bundesbank zufolge wurden 2014 in Cafés, Imbissstuben, Kneipen oder Schnellrestaurants 94 Prozent aller Umsätze in bar abgewickelt. Die Umsätze wurden legal erwirtschaftet, doch ihre Nichtversteuerung macht sie zu Schwarzgeld. Auch unversteuertes Trinkgeld ist Schwarzgeld. Die Wahrscheinlichkeit, dass in der Gastronomie Schwarzgeld umgesetzt wird, ist hier deshalb am höchsten.

## Schwarze Kasse
Als Schwarze Kasse bezeichnet man Gelder aus (illegal) abgezweigten Mitteln, nicht angezeigten Spenden oder aus vor der Steuer verstecktem Schwarzgeld, die in der Regel zur politischen Einflussnahme oder zur Zahlung von Schmiergeldern benutzt werden. Dies kann sowohl durch privatwirtschaftliche Firmen oder auch staatliche Organe (z. B. Regierungen oder Parteien) geschehen. Folglich wird über deren Verwendung auch keine öffentliche Rechenschaft abgelegt. Derartige Gelder werden auch Dispositionsfonds oder Reptilienfonds genannt.
Der Begriff ist als wörtliche Übersetzung von « Caisse noire » dem Französischen entlehnt.

## Rechtliche Situation in Deutschland

### Wichtige Quellen
Schwarzgeld stammt aus Vermögensdelikten, insbesondere Erpressung (§ 253 StGB), Hehlerei (§ 259 StGB), Betrug (§ 263 StGB), Untreue (§ 266 StGB), Missbrauch von Scheck- und Kreditkarten (§ 266b StGB) oder Glücksspiel (§ 284 StGB). Auch der Diebstahl nach § 242 StGB kann als Eigentumsdelikt zu Schwarzgeld durch Hehlerei führen. Schwarzgeld resultiert ferner aus Rauschgifthandel (§ 29 BtMG), Rotlichtmilieu (§ 232 StGB), Schmiergeldzahlungen, Schwarzarbeit (§ 266a StGB), Schwarzgastronomie (§ 12 GastG), Steuerhinterziehung (Zahlung ohne Rechnung), Terrorismusfinanzierung oder illegalem Waffenhandel (§ 51 WaffG bis § 54 WaffG).
Insbesondere im Organisierten Verbrechen entstehen durch illegale Tätigkeiten, welche strafbewehrt sind, beträchtliche Mengen an Schwarzgeld. Auch durch Parteispenden, die nicht den Vorschriften der Offenlegung des Parteiengesetzes entsprechen, entsteht im Prinzip Schwarzgeld; siehe z. B. die CDU-Spendenaffäre von 1999 und die Kölner Spendenaffäre der SPD von 1994/99.
Wenn das Schwarzgeld nicht einer einzelnen Person zuordenbar ist, sich also in Besitz einer Organisation oder Gruppe befindet, ist auch der Terminus Schwarze Kasse gebräuchlich. Die Bildung derartiger schwarzer Kassen verstößt in Deutschland gegen geltende Haushaltsgrundsätze und kann als Untreue nach § 266 StGB bestraft werden. Auch Gelder aus Korruption sind meist Schwarzgeld.

### Rechtsfragen
Aus Straftaten erlangte Vermögensvorteile des Straftäters kann dieser solange illegal nutzen, wie die Straftat unentdeckt bleibt. § 40 AO stellt klar, dass es für die Besteuerung unerheblich ist, ob ein Verhalten gegen ein gesetzliches Gebot, Verbot oder gegen die guten Sitten verstößt. Deshalb sind auch die Einkommen/Vermögen aus strafbaren oder sittenwidrigen Handlungen steuerpflichtig. Zu Schwarzgeld werden die Vermögensvorteile, wenn der Straftäter mit ihnen Steuerhinterziehung begeht. Die Steuerhinterziehung ist gemäß § 370 AO eine rechtswidrige Straftat, die mit Hilfe der illegalen Steuerersparnis zu einem Vermögensvorteil des Täters führt. Schwarzgeld im steuerstrafrechtlichen Sinne ist deshalb unversteuertes Geld, also Einkommen, das einer ordnungsgemäßen Besteuerung vorenthalten wird. Steuerhinterziehung liegt auch dann vor, wenn mit Waren gehandelt wird, deren Import, Export oder Transithandel verboten ist (§ 370 Abs. 5 AO). Schulden und andere Lasten, Betriebsausgaben, Werbungskosten und andere Ausgaben dürfen gemäß § 160 Abs. 1 AO steuerlich nur berücksichtigt werden, wenn der Steuerpflichtige die Gläubiger oder die Zahlungsempfänger genau benennt.
Die Geldwäsche ist zunächst der Versuch des Straftäters, Schwarzgeld durch Transaktionen zu legalisieren, um seine illegale Herkunft zu verschleiern. Wer einen Gegenstand, der aus einer rechtswidrigen Straftat herrührt, verbirgt, dessen Herkunft verschleiert oder die Ermittlung der Herkunft, das Auffinden, die Einziehung oder die Sicherstellung eines solchen Gegenstandes vereitelt oder gefährdet, wird gemäß § 261 Abs. 1 StGB wegen Geldwäsche mit Freiheitsstrafe bestraft. Das aus Vermögens- oder Eigentumsdelikten stammende Vermögen oder Einkommen unterliegt gemäß § 73 StGB der Einziehung durch die Strafverfolgungsbehörden.
Das Geldwäschegesetz (GwG) regelt, welche Rechtssubjekte verpflichtet sind, hinsichtlich der Bekämpfung dieser Geldwäsche spezielle Vorkehrungen wie die Dokumentation von Bareinzahlungen ab 15.000 Euro oder bestimmte Identitätsfeststellungen vorzunehmen. Dazu regelt das Gesetz in § 2 GwG die Verpflichtung für Kreditinstitute, Versicherungen, Gewerbetreibende, Spielbanken, rechtsberatende Berufe und eine Vielzahl weiterer Normadressaten, bei Verdacht auf Geldwäsche eine Verdachtsanzeige zu erstatten. Der Anzeigeerstatter ist von jeglicher Haftung befreit, es sei denn, die Meldung oder Strafanzeige ist vorsätzlich oder grob fahrlässig unwahr erstattet worden (§ 48 GwG). Eine Verdachtsanzeige muss auch dann erstattet werden, wenn der Verdacht auf die Finanzierung einer terroristischen Vereinigung besteht (§ 1 Abs. 2 GwG).
Durch die Pflicht zur Angabe der Steuernummer oder Umsatzsteuer-Identifikationsnummer auf Rechnungen (§ 14 Abs. 4 Nr. 2 UStG), insbesondere in der Gastronomie, ist die Legalisierung von Schwarzgeld weiter erschwert worden. Das gilt auch für Handwerkerleistungen im Rahmen haushaltsnaher Dienstleistungen nach § 35a Abs. 3 EStG, die bei Eigentumswohnungen, Einfamilien- oder Mehrfamilienhäusern nur absetzbar sind, wenn eine Rechnung vorgelegt wird.

### Wirtschaftliche Aspekte
In Deutschland unterliegen schätzungsweise mindestens 50 Milliarden Euro jährlich der Geldwäsche, davon außerhalb der Kreditinstitute etwa 20 Milliarden Euro. Geldwäsche kann deshalb bis zu zwei Prozent des erwirtschafteten Bruttoinlandsprodukts erreichen. Aus Griechenland flossen seit 2003 etwa 207 Milliarden Euro an Schwarzgeld in das Ausland.

## Rechtliche Situation in den Vereinigten Staaten
Schwarzgeld beziehungsweise Geldwäsche (eng. money laundering) wird nach dem Money Laundering Control Act von 1986 an als Straftat geahndet. Geahndet wird mit einer Geldstrafe von unter 500.000 US-Dollar, dem doppelten des betreffenden Vermögens oder eine Haftstrafe von nicht mehr als 20 Jahre.